# Иља Иљич Мечников
Илија Илич Мечников (рођен 15. маја 1845. године у Харкову, тадашњем руском царству, умро 15. јула 1916. године у Паризу) је био познати руски зоолог и биолог који је 1908. године добио и Нобелову награду за свој допринос у области медицине.
Један је од оснивача упоредне патологије, микробиологије, ембриологије и имунологије. Студирао је на универзитету у Харкову, после тога не универзитетима у Немачкој, да би докторирао 1868. на Санктпетербуршком универзитету.
Био је професор на универзитету у Одеси, али је због политичких разлога 1883. године напустио Русију и отишао на Сицилију где је имао своју лабораторију, тамо открива фагоцитозу.
Након тога се на кратко враћа у Русију, али убрзо на позив Луја Пастера одлази на његов институт у Паризу где је основао своју лабораторију где је и радио до краја живота.
1892. године поставио је теорију станичне имуности према којој су за прву имунолошку реакцију организма код акутне инфекције одговорни фагоцити. За ову област је и добио Нобелову награду, заједно са својим колегом Паулом Ерлихом.
Сем ових, имао је још једну, мање научно значајну, али распрострањену теорију о старењу, које је он приписао токсичним продуктима цревних бактерија, за чије спречавање је препоручивао дијету на бази ферментисаног млека, тачније јогурта.